# Степановка (Черкасская область)
Степа́новка (укр. Степанівка) — село в Драбовском районе Черкасской области Украины.
Население на 2009 год составляло 988 человек.
Почтовый индекс — 19813. Телефонный код — 4738.

## Географическое положение
Село расположено на небольшом возвышении в северной части района в 26 км от районного центра — пгт Драбов и в 3 км от железнодорожной станции Марьяновка. Граничит с севера с землями села Марьяновка и с востока — села Сербиновка Гребенковского района Полтавской области. На въезде со стороны села Погребы Драбовского района пруд Рокиты. Через село протекает река Сухая Оржица.

## Местный совет
19813, Черкасская обл., Драбовский р-н, с. Степановка, ул. Ленина, 24

## История
- Село возникло в 1783 году. Заселил его Никита Юрьевич Трубецкой, купив земли у своего зятя Кохна. Название села происходит от первого его поселенца, козака із Запорожской Сечи  — Степана.

- Деревня была приписана к храму святих апостолов Петра и Павла у Мойсевке.[1][2]
- После 1945 года присоеденены: хутора Петропавловский[3][4], Михайловка[5] и деревня Каевка[6][7], а после 1870 хутор Госп. дв. Гребинка[8]

- Деревня Степановка есть на карте 1826-1840 годов.[9]
- Село пострадало вследствие геноцида украинского народа, проведеного оккупационым правительством СССР 1923-1933 и 1946-1947 годах.

## Известные люди
- Сергей Иванович Пригода — доктор биологических наук, профессор,академик, генерал-лейтенант медицинской службы, кавалер ордена Ленина, лауреат Государственной премии СССР[10].
- Леонид Григорьевич Пригода — художник, член Союза художников Украины (http://konshu.org/ru/section/graphic/prigoda-leonid.html).